# Alberto Reig Tapia

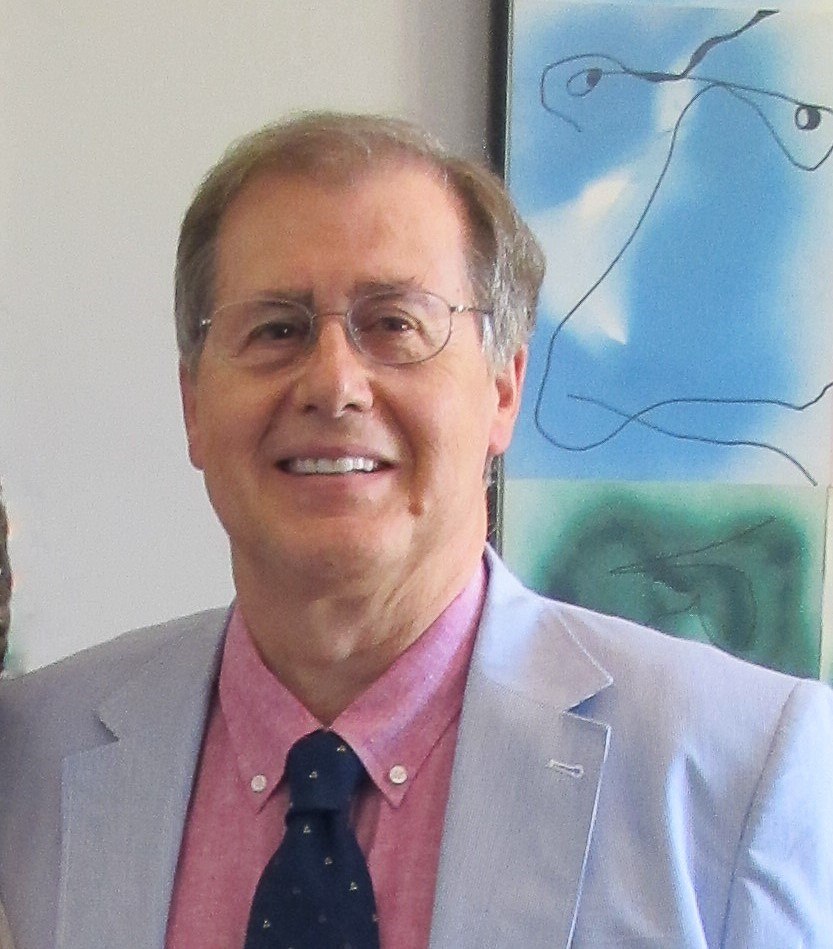
Alberto Reig Tapia

Alberto Reig Tapia (Madrid, 1949) es un historiador y politólogo español, catedrático y Jefe de Área de Ciencia Política de la Universidad Rovira i Virgili de Tarragona desde el 2001, especializado en la política española contemporánea. 

## Biografía
Alberto Reig Tapia se licenció Ciencias Políticas, Sociología y Ciencias de la Información y, en 1982, se doctoró en Ciencias políticas y Sociología en la Universidad Complutense de Madrid. Posteriormente realizó un doctorado bajo la dirección del historiador Manuel Tuñón de Lara en la Universidad de Pau (Francia). Ha sido profesor del Departamento de Ciencia Política y de la Administración (1974-2000). Y ha impartido cursos de política española contemporánea en distintas Universidades de Nueva York. Desde 2001 es catedrático de Ciencia Política en la Universidad Rovira i Virgili.
Especializado en la España contemporánea desde la perspectiva de la cultura política: proceso histórico, actitudes, comportamiento, violencia, legitimación y mitologización políticas en la II República, la Guerra Civil, el franquismo, y la democracia. Participó como investigador en la serie documental emitida por TVE y dirigida por Ricardo Blasco, «Memoria de España: medio siglo de crisis, 1896-1936» (1983), y como asesor-redactor en la serie dirigida por Pascual Cervera «España en guerra, 1936-1939» (1987). Fue fundador y miembro de la junta directiva de la Sociedad de Estudios de la Guerra Civil y del Franquismo (SEGUEF) en 1986. Actualmente pertenece al Centre d'Estudis sobre les époques Franquista i Democrática (CEFID). Es miembro cofundador (2013) de CECOS (Centro de Estudios sobre Conflictos Sociales: guerras, exilios, transiciones y migraciones en el mundo contemporáneo) de la URV.
El autor criticó entre los años 1979 y 1986 la metolodogía y los estudios de Ramón Salas Larrazábal sobre las víctimas de la guerra civil. En este sentido, Francisco Espinosa Maestre, que formó parte de la comisión de expertos que asesoró al juez Baltasar Garzón en su Auto sobre los crímenes franquistas contra la Humanidad, ha dicho que: «es preciso reconocer la deuda que todos los investigadores de la represión tenemos hacia Alberto Reig Tapia, el primero que, desde el interior, reflexionó y puso un poco de orden en cuestión tan complicada y cuyas investigaciones [...] siguen siendo de obligada consulta».
Ha criticado también el olvido al que se habría sido sometido al pasado inmediato de España durante la democracia, que habría gozado de la anuencia de la izquierda, efectuado con motivo de favorecer un consenso durante la Transición. Autor de la obra Anti Moa. La subversión neofranquista de la Historia de España, es uno de los críticos más acendrados del autor revisionista Pío Moa. Al final del libro (pág. 486) escribe Reig Tapia: «Estamos, evidentemente, muy convencidos de la tesis fundamental que hemos desarrollado a lo largo de estas páginas: Moa no es un historiador y lo que escribe no es historiografía». Reig Tapia lo sitúa en el campo de la «historietografía» (pág. 53; cursiva de Reig Tapia).

### Posicionamiento en contra del proceso independentista catalán
Comenzó a posicionarse en contra del procés en los diversos artículos de opinión que escribió sobre el tema en el Diari de Tarragona a partir de 2014, el primero de los cuales se titulaba «El poder y el derecho a decidir» (2 de febrero de 2014).
El 17 de septiembre de 2017 fue uno de los ocho únicos profesores universitarios catalanes ―entre ellos Félix Ovejero y Francesc de Carreras, fundadores de la asociación Ciutadans de Catalunya― que firmaron el manifiesto Parar el golpe. 500 profesores en defensa de la democracia constitucional, cuyos primeros firmantes eran Fernando Savater y Ángel Viñas y que fue  hecho público diez días después de que la mayoría independentista del Parlamento de Cataluña aprobara entre los días 6 y 7 de septiembre la Ley del referéndum de autodeterminación de Cataluña y la Ley de Transitoriedad que rompían con la legalidad constitucional y estatutaria y que fueron inmediatamente suspendidas (y más tarde anuladas) por el Tribunal Constitucional.  En el manifiesto se exigía al Gobierno de Mariano Rajoy que impidiera «la celebración de un falso “referéndum” ilegítimo e ilegal, poniendo a disposición de la justicia a los responsables de este atropello a la democracia y haciendo que recaiga sobre ellos todo el peso de la ley».
El 21 de septiembre, al día siguiente de que se produjeran los incidentes ante la Consejería de Economía y solo cuatro días después de la publicación del manifiesto Parar el golpe, el Sindicato de Estudiantes de los Países Catalanes de la Universidad Rovira i Virgili (SEPC-URV), pedía la dimisión de Alberto Reig Tapia por haber firmado un manifiesto que atentaba contra «las libertades y los derechos del pueblo catalán» y animaba «a la censura y al uso de la violencia contra la voluntad popular». El comunicado del SEPC-URV acababa con la frase: «El fascismo avanza si no se lo combate». También fue objeto de ataques en las redes sociales —«que lo decapiten a este espabilado», se dijo en un tuit (en castellano); en otros se le llamaba «feixista» ('fascista')— y su retrato a todo color apareció en un medio independentista digital junto con los de otros seis profesores universitarios catalanes que también habían firmado el manifiesto Parar el golpe. Ningún profesor ni ninguna autoridad académica de la Universidad Rovira i Virgili, y de ninguna otra universidad catalana, salió a defender su derecho a expresarse libremente. Sí que lo hicieron tres centenares de profesores de universidades españolas y extranjeras que suscribieron el manifiesto «En defensa de la libertad de expresión de los profesores en Cataluña» publicado en El País el 29 de septiembre de 2017. Los dos primeros firmantes del manifiesto fueron los hispanistas John H. Elliot y Joseph Pérez.
A principios de 2021 Reig Tapia publicó el libro El desafío secesionista catalán. El pasado de una ilusión, en el que realizaba un duro alegato contra el nacionalismo catalán en general y contra el independentismo-secesionismo en particular, completado con una visión muy crítica de los acontecimientos del otoño de 2017, y una defensa de los principios e ideas del constitucionalismo-unionismo. También se ocupó de desenmascarar a los pseudohistoriadores, historietógrafos como él los llama, del Institut Nova Història. Reig Tapia se define en el libro como un «antinacionalista ‘’tout court’’» (p. 38) pues todos los nacionalismos «llevan consigo el estigma de una ideología negativa y excluyente y en cuanto pueden impositiva y expansionista» (p. 502). Y respecto a España Reig Tapia se incluye entre aquellos que la consideran «como una pluralidad fascinante en su rica variedad, dado el conjunto de diversos elementos históricos y culturales que la constituyen. […] Yo, desde luego, soy de los que se apuntan a construir y reforzar esa bendita variedad, pero en modo alguno a destruir y debilitar su magnífica unidad y solidaridad. Y menos en nombre de la democracia, que es plural por definición o no es» (pp. 21-22). «Vivimos en un país libre y gozamos de una Constitución que garantiza y protege los derechos humanos fundamentales de todas las personas con independencia del lugar donde nacieron o donde vivan» (p. 520) «Lo que hay que hacer es estimular y educar en el principio de la diversidad. Es el único camino para escapar a la maraña de mentiras que se tejen en torno al mito de la identidad» (p. 155).

## Obra

### Autor
- Ideología e historia. Sobre la represión franquista y la Guerra Civil, Prólogo de Manuel Tuñón de Lara, Madrid, Akal, 1984.
- Violencia y Terror. Estudios sobre la Guerra Civil Española, Madrid, Akal, 1990.[3]
- Franco «Caudillo»: Mito y realidad, Madrid, Editorial Tecnos, 1995.[15]
- Memoria de la Guerra Civil. Los mitos de la tribu, Madrid, Alianza Editorial, 1999.[16]
- Franco, el César Superlativo, Madrid, Editorial Tecnos, 2005.[17]
- La cruzada de 1936: mito y memoria, Madrid, Alianza Editorial, 2006.[18]
- Anti-Moa. La subversión neofranquista de la Historia de España, Prólogo de Paul Preston, Barcelona, Ediciones B, 2006.[19][20]
- Revisionismo y política. Pío Moa revisitado, Madrid, Foca, 2008.
- La crítica de la crítica. Inconsecuentes, insustanciales, impotentes, prepotentes y equidistantes, Madrid, Siglo XXI, 2017.
- «La política, la Constitución y la soberanía. Sobre Cataluña en el aniversario de la Constitución», en Benigno Pendás (director), España constitucional (1978-2018): Trayectorias y perspectivas, Madrid, Centro de Estudios Políticos y Constitucionales, 2018, vol V, pp. 4257-4276.
- «España y Cataluña. Un inquietante malestar», en Álvaro Soto (coordinador), La democracia herida. La tormenta perfecta, Madrid, Marcial Pons, 2019, pp. 355-385.
- El desafío secesionista catalán. El pasado de una ilusión, Madrid, Editorial Tecnos, 2021.
- Josep Sánchez Cervelló. El historiador, el hombre, el camarada" (coordinador) Publicacions URV. Tarragona, 2024.
- Catalunya! Un Repóker De Ases. El Político, el Politólogo, la Periodista, la Alcaldesa y Un Trovador Para Un Pueblo, Madrid, Generis Publishing, 2025. ISBN: 979-8-89248-775-7

### Editor
Como editor y autor: 
- Manuel Tuñón de Lara. El compromiso con la Historia. Su vida y su obra, con José Luis de la Granja Sainz. Prólogo de Pedro Laín Entralgo. (Servicio Editorial de la Universidad del País Vasco. Bilbao, 1993).[21]
- Tuñón de Lara y la Historiografía Española, con José Luis de la Granja Sainz y Ricardo Miralles. (Siglo XXI de España. Madrid, 1999).[22]
- Exilios en el mundo contemporáneo: vida y destino, con Josep Sánchez Cervelló. (Publicacions URV / Universidad Autónoma de la Ciudad de México / Sistemas de Inteligencia en Mercados y Opinión. Tarragona / México D.F. 2016).
- Transiciones en el mundo contemporáneo, con Josep Sánchez Cervelló. (Publicacions URV / Universidad Nacional Autónoma de México. Tarragona / Ciudad de México, 2016).
- La Guerra Civil española, 80 años después. Un conflicto internacional y una fractura cultural, con Josep Sánchez Cervelló. (Tecnos. Madrid, 2019)

### Valoraciones
Sobre su obra historiográfica han dicho otros historiadores:
Miguel García-Posada afirmó en 2000 que Reig «demuestra un conocimiento encomiable de la memoria literaria de la Guerra Civil».
Juan-Sisinio Pérez Garzón dijo en 2001 de Memoria de la Guerra Civil. Los mitos de la tribu que es un trabajo imprescindible cuya lectura es justo recomendarla para que las sucesivas generaciones conozcan los sufrimientos que conllevó la dictadura y que «mantiene sin rodeos la utilidad social de la memoria histórica para organizar una convivencia democrática».
Pedro Carlos González Cuevas sostuvo en 2008 que en la obra de Reig Tapia «prima claramente el pathos sobre el logos» y consideró al autor «continuador y heredero» del «frentepopulismo historiográfico».
Estanislao Cantero sostuvo en 2009 que en la obra de Reig Anti Moa. La subversión neofranquista de la Historia de España «hay que hacer una distinción permanente entre lo que es puro panfleto y lo que es crítica histórica» y consideraba que Reig Tapia era probablemente el caso más representativo de una nueva historiografía que «se esfuerza en demoler».
La hispanista canadiense Maryse Bertrand dijo en 2002 de Memoria de la Guerra Civil que «constituye un excelente repaso de las producciones culturales de la guerra fratricida y sus consecuencias, un análisis profundo y original de los mitos creados por la "tribu española"».
Enrique Moradiellos notó en 2002 un «propósito general polemista y combativo» en la obra de Reig Tapia, y consideró que el libro Memoria de la Guerra Civil «puede entenderse como el punto culminante de una trayectoria personal de investigación sobre el tema que tuvo su arranque con un estudio pionero [Ideología e historia] [...] y sentó un hito destacado con su penúltimo libro [Franco «caudillo». Mito y realidad]. Al igual que estos trabajos previos, la obra reseñada refleja claramente algunas de las características del modus operandi de Alberto Reig Tapia en su doble calidad de politólogo e historiador contemporaneísta» destacando «la exhaustividad de la búsqueda de fuentes informativas (tanto archivísticas como hemerográficas o bibliográficas), el gusto por la precisión del detalle crucial o anecdótico y la ponderación crítica de los testimonios contrapuestos sobre aspectos polémicos o debatidos».